# Riserius pugetensis
Riserius pugetensis  (лат.) — вид невооружённых немертин из отряда Heteronemertea, выделяемый в монотипическое семейство Riseriidae (ранее рассматривались в составе Valenciniidae). Единственный описанный вид рода Riserius. Встречаются на тихоокеанском побережье США в системе заливов Пьюджет-Саунд (штат Вашингтон) от песчаных берегов до сублиторальных глубин в 10—15 м. Длина тела до 15 мм. Головные боковые щели и кутис отсутствуют, от мускулатуры кутиса осталась наружная кольцевая мускулатура, которая не обособлена от наружной продольной мускулатуры. Рот располагается на значительном расстоянии позади мозга. Церебральные органы обособлены от мозга . Пилидии типа recurvatum (точнее - их разновидность, pilidium prorecurvatum), встречающиеся в планктоне у берегов США и России (залив Петра Великого), являются личинками видов (в том числе неописанных) рода Riserius . Ювенильные Riserius поедают немертин из рода Carcinonemertes. 